# 阎庆民
阎庆民（1961年5月1日—），男，汉族，山西天镇人，中华人民共和国政治人物。中国人民大学经济学院毕业，在职研究生学历，经济学博士，高级经济师。曾任中国银行业监督管理委员会副主席、天津市人民政府副市长、中国证券监督管理委员会副主席。

## 生平
1977年7月参加工作。1980年考入西南财经大学（原四川财经学院）金融系。1984年6月加入中国共产党。同年大学毕业后，历任中国人民银行重庆市分行计划处干部、副处长、处长。1995年12月，任中国人民银行重庆市分行副行长兼国家外汇管理局重庆分局副局长。1998年11月，任中国人民银行重庆营业管理部副主任兼国家外汇管理局重庆外汇管理部副主任。
2002年10月，任中国人民银行银行监管一司副司长、中国农业银行监管组组长（正局级）。2003年，获重庆大学管理学院技术经济及管理专业在职博士学位，导师为杨秀苔。2003年7月，任中国银行业监督管理委员会银行监管一部副主任（正局级）、主任，人事部主任、党委组织部部长。2007年11月，任中国银行业监督管理委员会上海监管局局长、党委书记。2008年，当选第十一届全国政协委员，代表经济界，分入第三十六组。2011年2月，任中国银行业监督管理委员会主席助理、党委委员。2013年5月，任中国银行业监督管理委员会副主席、党委委员。
2014年12月，任天津市人民政府副市长。2015年4月，任天津市副市长、天津自贸试验区管委会第一副主任。2015年12月，任天津市人民政府副市长、党组成员，中国（天津）自由贸易试验区管理委员会主任。2017年12月，调任中国证监会副主席（排名第一）。2021年10月，卸任中国证券监督管理委员会副主席职务。